# Setâr
 (juillet 2013).
Si vous disposez d'ouvrages ou d'articles de référence ou si vous connaissez des sites web de qualité traitant du thème abordé ici, merci de compléter l'article en donnant les références utiles à sa vérifiabilité et en les liant à la section « Notes et références ».
Le setâr (persan : سه تار) est un instrument de musique iranien dont le nom signifie « trois cordes » en persan. Il est joué, généralement avec l'index de la main droite. soit en soliste, soit en accompagnant un chant.
C'est un membre de la famille des luths à manche long, avec une sonorité dépassant deux octaves et demie.
L'hypothèse la plus courante est que le setar serait originaire de Perse au IXe siècle après J.-C. Une autre hypothèse  propose que « son origine remonte au 15e siècle, voire plus tôt ». C'est un descendant direct du tambûr, vieux d'environ 3 000 ans, et un parent direct du sitar indien. Au cours des derniers siècles, il a évolué musicalement et ressemble davantage au tar, tant dans l'accordage que dans le style de jeu.
Il existe des variantes en Azerbaïdjan, au Tadjikistan, au Baloutchistan, au Xinjiang ainsi qu'au Cachemire.

## Ethymologie

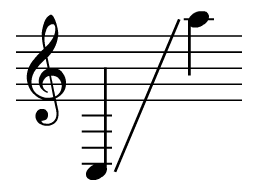
Tessiture du setâr

Selon Curt Sachs, les persans ont choisi d'appeler leurs luths avec le mot tar, signifiant corde, précédé du nombre de cordes.
Le nom de l'instrument iranien moderne سه‌تار setâr est une combinaison de se (سه ), qui signifie « trois », et târ (تار), ce qui  donne le sens de « à trois cordes ».
Le nom de l'instrument suggère qu'il devrait avoir trois cordes. Cependant, Depuis le XIXe siècle, l'instrument en possède en réalité quatre. En effet, à cette époque , une quatrième corde lui a été rajoutée. Cependant, les cordes sont regroupées de telle manière que les musiciens jouent sur trois séries de cordes, au lieu de quatre cordes utilisées séparément.

## Famille de tambur
D'autres instruments de la famille des tanbur partagent le même nom, sans qu'il existe nécessairement un lien direct entre les traditions musicales.
Le setor de Pamiri (en), originaire du Tadjikistan, est plus grand que le setar persan. Il est joué avec un  plectre en métal, ressemblant à un dé à coudre, porté sur un doigt .
Le setar du Baloutchistan, également plus grand que le setar iranien, est de type « bourdon rythmique ». Il accompagne souvent des chants. Il est muni de trois cordes, disposées comme le système de deux cordes d'un dutar : une corde de basse et une paire de cordes, accordées « une quarte plus haut ».
Au Pakistan, le setar Chitrali (en) a 5 cordes disposées sur 3 rangs. La mélodie est jouée avec les deux cordes supérieures.
En Inde, le sitar  dont le nom est la transcription ourdou du setar persan, pourrait avoir été amené de Perse, à l'occasion de migrations. Il se décline sous plusieurs formats, selon les régions. Il est possible que, après son implantation en Inde, les différentes régions l'aient adaptés, chacune à sa manière.

## Lutherie
Le setâr fait partie de la famille des cordophones à manches spériques.
Le setâr possède une caisse de résonance arrondie composée de fines bandes de bois (de hêtre ou mûrier) lamellée-collée. Cette caisse de résonance  ressemble à celle du tanbur. Mais elle est plus petite et sa forme évoque une poire. Elle peut également être réalisée à partir d'un bloc de bois, généralement de mûrier ou de noyer. Elle mesure environ 25 cm de long, 15 centimètres dans sa partie la plus élargie, avec une profondeur d'environ 15 centimètres.
Sa table d'harmonie est constituée de fines feuilles de bois, généralement en hêtre. Elle est percée de toutes petites ouïes.
Son manche, long et fin, est en fruitier ou noyer.  Il e est entouré de cordes en boyau qui fonctionnent comme des frettes.  Celles-ci peuvent être positionnées pour modifier les notes  lorsqu'elles sont frappées par le musicien.
Les quatre chevilles sont en buis.
L'instrument possède 25 à 27 frettes, disposées apparemment irrégulièrement. Cette disposition particulière permet de jouer des quarts de tons.
La caisse de résonance partage, avec le manche, des cordes de 62 à 70 cm de long. Celles-ci se répartissent sur  environ 42 à 45 cm du manche et 25 cm de la caisse de résonnance. Elles partent des chevilles situées en haut du manche. Puis, elles parcourent ce manche, en suivent les rainures d'un sillet en os ou en plastique. Enfin, elles traversent a caisse de resonnance, puis le chevalet où elles sont fixées à un support.
Au milieu du XIXe siècle, une quatrième corde a été ajoutée par Mushtaq Ali Shah (en).  Celle-ci est accordée très souvent à l'octave supérieur de la corde grave afin de lui donner plus d'ampleur. L'accord est généralement réalisé ainsi : Do3 - Sol2 - Do3 - Do2. De haut en bas, ces cordes sont la corde bam ou basse, la corde bourdon, la cordes jaunes et la corde argentée.
Les deux cordes supérieures, désignées par le nom de la corde unique (bam), fonctionnent comme une paire et sont indissociables dans le jeu. La corde d'argent est la corde mélodique.
Le registre du setâr est de deux octaves et demie. Malgré son très faible volume, il peut produire une ample sonorité .
Le setar appartient à la famille des tanbur. Cependant, il est devenu très proche du tar, ayant le même type de manche, le même nombre de frettes et le même système d'accords.

## Jeu
Le musicien est assis. Le setar est posé sur sa cuisse droite, à un angle de 45 degrés.
La main droite reposant sur la table d'harmonie, seul l'ongle de l'index pince les cordes en un mouvement de va-et-vient, permettant une grande virtuosité et offrant des sonorités riches et raffinées. Les deux dernières cordes jouent le rôle de bourdon rythmique. On peut changer l'accord pour certaines mélodies.
Le musicien utilise habituellement sa main gauche pour parcourir les frettes, afin de sélectionner les notes sur la corde blanche, corde la plus basse. Il joue avec l'index de la main droite, avec un « mouvement oscillant ». Cela le différencie du tanbur, dont les cordes sont pincéees avec plusieurs doigts ou avec un plectre, généralement fabriqué à partir de plastique, de plumes ou métal.
Il a toujours été destiné au répertoire de la musique d'Iran :  le radif.
Il est populaire. Les femmes aiment également jouer de cet instrument. Généralement, il est joué dans un cadre méditatif ou intimiste.
Il existe une méthode de setâr conçue par Hossein Alizadeh.

### Quelques joueurs de setâr célèbres
- Hossein Alizadeh
- Nour Ali Boroumand
- Arsalan Dargahi
- Ahmad Ebadi
- Yusef Forutan
- Shadi Fathi
- Sa'id Hormozi
- Kayhan Kalhor
- Sajad Kiani
- Mohammad Reza Lotfi
- Hamid Motebassem
- Abolhasan Saba
- Darioush Safvat
- Kiya Tabassian
- Darioush Tala'i
- Sepanta Zartosht parsi
- Jalal Zolfonoun
- Mojtaba Yahya